# إدريسا آدم
إدريسا آدم (بالفرنسية: Idrissa Adam)‏ هو منافس ألعاب قوى كاميروني، ولد في 28 ديسمبر 1984 في غاروا في الكاميرون.

## وصلات خارجية
- إدريسا آدم على موقع الاتحاد الدولي لألعاب القوى (الإنجليزية)
- إدريسا آدم على موقع اللجنة الأولمبية الدولية (الإنجليزية)
- إدريسا آدم على موقع أوليمبيديا (الإنجليزية)
- إدريسا آدم على موقع اتحاد ألعاب الكومنولث (مؤرشف) (الإنجليزية)
- إدريسا آدم على موقع اتحاد ألعاب الكومنولث (مؤرشف) (الإنجليزية)
- إدريسا آدم على موقع دورة ألعاب الكومنولث 2014 (مؤرشف) (الإنجليزية)